# Maxime V de Constantinople
Maxime V de Constantinople (en grec Μάξιμος Ε', né en 1897 à Sinope sous le nom de Maximos Vaportzis et mort en 1972) est patriarche de Constantinople du 20 février 1946 au 18 octobre 1948.

## Biographie

### Jeunesse puis Ordination
Maximos Vaportzis est né le 26 octobre 1897 à Sinope, dans la région du Pont.
Ordonné diacre en 1918, il est diplômé en Théologie de l'école de Halki en 1919. en 1927, il devient secrétaire principal du Saint-Synode du Patriarcat de Constantiople puis il est ordonné Prêtre en janvier 1928 par le Patriarche Basile III. En février 1930, il est élu Métropolite de Philadelphie, et reçoit l'ordination épiscopale un mois plus tard.

### Élection comme Patriarche
En 1946, à la suite du décès du Patriarche Benjamin, - et fort de son expérience d'excellent gestionnaire comme évêque diocésain-, Maxime est élu à l'unanimité comme nouveau Patriarche, et il est intronisé le 21 février 1946 dans la Cathédrale Patriarcale de St Georges au Phanar.

### Pressions et contrainte à la démission
Les problèmes commencent pour le Patriarche Maxime à cette époque. Les autorités turques, qui ne l'ont jamais particulièrement apprécié, ont toutefois toléré son élection.
Cependant, le 21 avril 1946, le Patriarche s'affiche aux côtés du consul d'Union soviétique à Istanbul. Bien que cette rencontre (tout comme une précédente, qui a eu lieu avant son élection), ait eu lieu sans aucune arrière-pensée politique, elle est très mal perçue par le gouvernement turc qui a des relations froides avec l'URSS à l'époque. De plus, des rumeurs courent comme quoi le Patriarche aurait de très bonnes relations avec l'église orthodoxe russe. En conséquence, les autorités turques commencent à activement souhaiter sa destitution, et certains journaux turcs affirment, sans fondement, que le Patriarche est pro-soviétique et favorable au communisme.
De leur côté, les membres du gouvernement grec, après l'avoir soutenu dans un premier temps, finissent progressivement par souhaiter également sa démission. Alors que leur pays est en pleine guerre civile, ils ont un besoin accru du soutien militaire américain et ne peuvent se permettre que le Patriarche, officiellement considéré comme chef de la communauté grecque en Turquie, véhicule une image d'homme de gauche.
Début 1947, le Patriarche commence à développer une maladie nerveuse, due selon certains aux difficultés rencontrées dans l'exercice de sa tâche.
Profitant de cette situation, le gouvernement grec l'invite à l'été 1947 à venir à Athènes pour bénéficier de soins médicaux de premier ordre, ce qu'il accepte. Derrière les apparences, le but réel est de le contraindre à la démission pendant qu'il se trouve dans le pays. Panagiotis Pipinelis, alors vice-ministre des affaires étrangères, invite en secret à relayer une image très négative du Patriarche, comme celle d'un homme faible et durablement malade qu'il faut absolument remplacer.
Selon certaines sources, le traitement médical qu'il reçoit en Grèce est volontairement bâclé pour le mettre dans un état plus propice à renoncer à conserver sa fonction.
Toutefois, cette tentative échoue car le Patriarche regagne Istanbul sans démissionner. À la suite de cela, le gouvernement grec décide de renforcer ses pressions. Finalement, à la mi-octobre 1948, le premier ministre Sofoulis envoie un télégramme au Patriarche dans lequel il déclare explicitement :
« le Gouvernement (...) estime que le moment est venu pour Sa Sainteté de présenter sa démission ».
Maxime V finit par présenter celle-ci quelques jours plus tard, le 18 octobre. Peu après, le journal américain Christian Century juge qu'il n'est pas impossible que les Etats-Unis se soient eux aussi impliqués dans les manœuvres diplomatiques destinées à destituer le Patriarche.

### Fin de vie
Après sa démission, il reçoit le titre honorifique de Métropolite d'Ephèse. Il meurt le 1er janvier 1972 d'une broncho-pneumonie.